# Leptophlebiidae
Famille
Taxons de rang inférieur
- Atalophlebiinae
- Habrophlebiinae
- Leptophlebiinae

Les Leptophlebiidae forment une famille d'insectes appartenant à l'ordre des éphéméroptères.

## Liste des genres
Selon ITIS (20 mars 2020) :
- genre Atopophlebia Flowers, 1980
- genre Choroterpes Eaton, 1881
- genre Farrodes Peters, 1971
- genre Habrophlebia Eaton, 1881
- genre Habrophlebiodes Ulmer, 1920
- genre Hagenulopsis Ulmer, 1919
- genre Hermanella Needham & Murphy, 1924
- genre Hermanellopsis Demoulin, 1955
- genre Homothraulus Demoulin, 1955
- genre Hydrosmilodon Flowers & Domínguez, 1991
- genre Leptophlebia Westwood, 1840
- genre Needhamella Domínguez & Flowers, 1989
- genre Neochoroterpes Allen, 1974
- genre Paraleptophlebia Lestage, 1917
- genre Terpides Demoulin, 1966
- genre Thraulodes Ulmer, 1920
- genre Thraulus Eaton, 1881
- genre Tikuna Savage, Flowers & Porras, 2005
- genre Traverella Edmunds, 1948
- genre Ulmeritis Traver, 1956
- genre Ulmeritoides Traver, 1959